# M23
M23 (NGC6494) е разсеян звезден куп, разположен по посока на съзвездието Стрелец. Открит е от Шарл Месие на 20 юни 1764. Намира се на разстояние от около 2000 св.г. от Земята, а радиусът му е около 15 св.г. Разпознати са около 150 звезди от този куп, като най-ярката от тях е с видима звездна величина +9.2.